# Индекс несчастья
Индекс несчастья (англ. Misery index) — макроэкономический индикатор, созданный американским экономистом Артуром Оукеном и получаемый путём сложения уровней инфляции и безработицы. 

## История
В 1980 году американский экономист и советник Линдона Джонсона Артур Оукен создал новую макроэкономическую величину путём сложения уровней инфляции и безработицы. Оукен назвал нововведение «индексом дискомфорта» (англ. Discomfort index), но позднее величина была переименована в «индекс несчастья». Изначально индекс использовался внутри США для оценки экономической политики президентов страны, измеряя увеличение или уменьшение «несчастья» за один президентский срок (см. таблицу ниже, включающую исторические данные).
| Президент        | Годы правления | Стартовый индекс (%) | Конечный индекс (%) | Изменение (%) |
| ---------------- | -------------- | -------------------- | ------------------- | ------------- |
| Ричард Никсон    | 1969—1974      | 7,80                 | 17,01               | 9,21          |
| Джимми Картер    | 1977—1980      | 12,72                | 19,72               | 7,00          |
| Дуайт Эйзенхауэр | 1953—1960      | 3,28                 | 7,96                | 4,68          |
| Линдон Джонсон   | 1963—1968      | 7,02                 | 8,12                | 1,10          |
| Джордж Г. Буш    | 1989—1992      | 10,07                | 10,30               | 0,23          |
| Джордж У. Буш    | 2001—2008      | 7,93                 | 7,39                | -0,54         |
| Джон Кеннеди     | 1961—1963      | 8,31                 | 6,82                | -1,49         |
| Барак Обама      | 2009—2015      | 7,83                 | 5,47                | -2,36         |
| Билл Клинтон     | 1993—2000      | 10,56                | 7,29                | -3,27         |
| Джеральд Форд    | 1974—1976      | 16,36                | 12,66               | -3,70         |
| Рональд Рейган   | 1981—1988      | 19,33                | 9,72                | -9,61         |
| Гарри Трумэн     | 1948—1952      | 13,63                | 3,45                | -10,18        |

В 1999 году экономист Гарвардского университета Роберт Барро предложил свою версию индекса несчастья, которую назвал «Индекс несчастья Барро» (англ. Barro Misery Index). Индекс Барро складывает инфляцию и безработицу, а также прибавляет к сумме процентную ставку на 30-летний правительственный заём и разрыв ВВП.
Через несколько лет экономист университета Джонса Хопкинса Стивен Хенке видоизменил индекс Барро, вычтя из него процентное увеличение ВВП на душу населения по сравнению с предыдущим годом, и начал использовать величину для сравнения международных показателей. В 2013 году Хенке составил международную таблицу «индекса несчастья» для 89 стран.

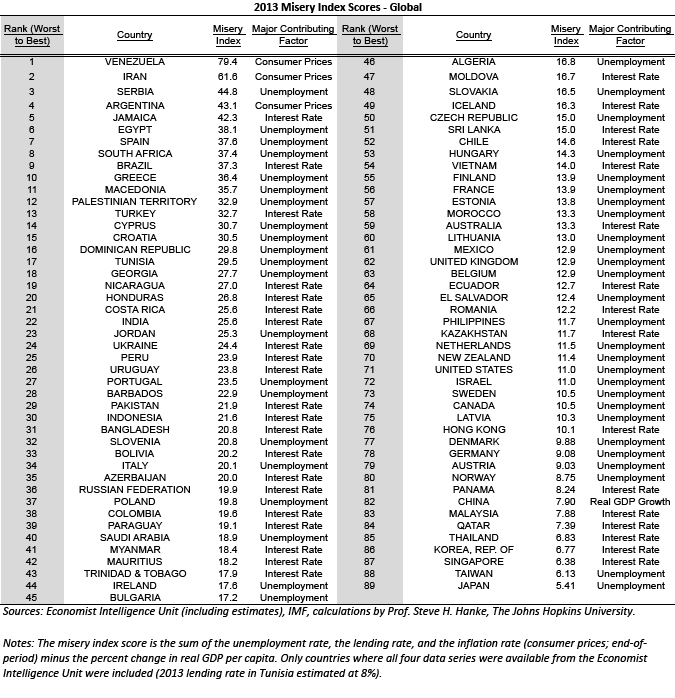
Мировая таблица «индекса несчастья» по состоянию на 31 декабря 2013, созданная Стивеном Хенке

В 2015 году финансовое информагентство Bloomberg опубликовало рейтинг стран с наиболее высоким «индексом несчастья» (в его традиционной формулировке, предложенной Оукеном), который возглавила Венесуэла с показателем, превышающим 80%, тогда как у замыкающей данный список Индонезии эта же величина составила чуть более 10%. Рейтинг «самых счастливых» стран возглавил Таиланд, чей «индекс несчастья» составил менее 2%. У Германии, оказавшейся в этом списке последней, индекс ненамного превысил 6,5%. Оба рейтинга приведены в таблице ниже:
| Рейтинг «самых несчастных» стран \| № \| Страна \| \| -- \| ---------- \| \| 1 \| Венесуэла \| \| 3 \| Аргентина \| \| 2 \| ЮАР \| \| 4 \| Украина \| \| 5 \| Греция \| \| 6 \| Испания \| \| 7 \| Россия \| \| 8 \| Хорватия \| \| 9 \| Турция \| \| 10 \| Португалия \| \| 11 \| Италия \| \| 12 \| Колумбия \| \| 13 \| Бразилия \| \| 14 \| Словакия \| \| 15 \| Индонезия \| | Рейтинг «самых несчастных» стран \| № \| Страна \| \| -- \| ---------- \| \| 1 \| Венесуэла \| \| 3 \| Аргентина \| \| 2 \| ЮАР \| \| 4 \| Украина \| \| 5 \| Греция \| \| 6 \| Испания \| \| 7 \| Россия \| \| 8 \| Хорватия \| \| 9 \| Турция \| \| 10 \| Португалия \| \| 11 \| Италия \| \| 12 \| Колумбия \| \| 13 \| Бразилия \| \| 14 \| Словакия \| \| 15 \| Индонезия \| |
| № | Страна |
| --- | --- |
| 1 | Венесуэла |
| 3 | Аргентина |
| 2 | ЮАР |
| 4 | Украина |
| 5 | Греция |
| 6 | Испания |
| 7 | Россия |
| 8 | Хорватия |
| 9 | Турция |
| 10 | Португалия |
| 11 | Италия |
| 12 | Колумбия |
| 13 | Бразилия |
| 14 | Словакия |
| 15 | Индонезия |

| №  | Страна     |
| -- | ---------- |
| 1  | Венесуэла  |
| 3  | Аргентина  |
| 2  | ЮАР        |
| 4  | Украина    |
| 5  | Греция     |
| 6  | Испания    |
| 7  | Россия     |
| 8  | Хорватия   |
| 9  | Турция     |
| 10 | Португалия |
| 11 | Италия     |
| 12 | Колумбия   |
| 13 | Бразилия   |
| 14 | Словакия   |
| 15 | Индонезия  |

| Рейтинг «самых счастливых» стран \| № \| Страна \| \| -- \| -------------------- \| \| 1 \| Таиланд \| \| 3 \| Швейцария \| \| 2 \| Япония \| \| 4 \| Республика Корея \| \| 5 \| Китайская Республика \| \| 6 \| Дания \| \| 7 \| Китай \| \| 8 \| США \| \| 9 \| Норвегия \| \| 10 \| Великобритания \| \| 11 \| Австрия \| \| 12 \| Новая Зеландия \| \| 13 \| Исландия \| \| 14 \| Малайзия \| \| 15 \| Германия \| | Рейтинг «самых счастливых» стран \| № \| Страна \| \| -- \| -------------------- \| \| 1 \| Таиланд \| \| 3 \| Швейцария \| \| 2 \| Япония \| \| 4 \| Республика Корея \| \| 5 \| Китайская Республика \| \| 6 \| Дания \| \| 7 \| Китай \| \| 8 \| США \| \| 9 \| Норвегия \| \| 10 \| Великобритания \| \| 11 \| Австрия \| \| 12 \| Новая Зеландия \| \| 13 \| Исландия \| \| 14 \| Малайзия \| \| 15 \| Германия \| |
| № | Страна |
| --- | --- |
| 1 | Таиланд |
| 3 | Швейцария |
| 2 | Япония |
| 4 | Республика Корея |
| 5 | Китайская Республика |
| 6 | Дания |
| 7 | Китай |
| 8 | США |
| 9 | Норвегия |
| 10 | Великобритания |
| 11 | Австрия |
| 12 | Новая Зеландия |
| 13 | Исландия |
| 14 | Малайзия |
| 15 | Германия |

| №  | Страна               |
| -- | -------------------- |
| 1  | Таиланд              |
| 3  | Швейцария            |
| 2  | Япония               |
| 4  | Республика Корея     |
| 5  | Китайская Республика |
| 6  | Дания                |
| 7  | Китай                |
| 8  | США                  |
| 9  | Норвегия             |
| 10 | Великобритания       |
| 11 | Австрия              |
| 12 | Новая Зеландия       |
| 13 | Исландия             |
| 14 | Малайзия             |
| 15 | Германия             |